# Ivo Miranda de Morais
Ivo Miranda de Morais foi um político brasileiro do estado de Minas Gerais. Foi eleito deputado estadual de Minas Gerais para a 7ª legislatura (1971 - 1975), pela ARENA.